# Kajsa Ollongren
Karin Hildur (Kajsa) Ollongren (Leiden, 28 mei 1967) is een voormalig Nederlandse politica namens Democraten 66 (D66) en een voormalig Nederlands topambtenaar. Van 2017 tot 2024 was zij vicepremier en minister in de kabinetten kabinet-Rutte III en kabinet-Rutte IV. Sinds juni 2025 is zij speciale EU-gezant voor de mensenrechten.

## Biografie
Ollongren is een lid van het van origine Finse adellijke geslacht Ollongren (oorspronkelijk Ållongren). Ze is een dochter van de Nederlandse informaticus en sterrenkundige Alexander Ollongren, die in 2002 werd ingelijfd bij de Nederlandse adel. Kajsa Ollongren mag zich hierdoor jonkvrouw noemen. Door haar Zweedse moeder heeft ze naast de Nederlandse ook de Zweedse nationaliteit.
Ze groeide op in Oegstgeest en bezocht daar tussen 1979 en 1985 het Rijnlands Lyceum. Ze studeerde tussen 1985 en 1991 geschiedenis aan de Universiteit van Amsterdam, daar was zij lid van het Amsterdams Studenten Corps en volgde daarna de opleiding administration publique aan de École nationale d'administration in Parijs en de Leergang Buitenlandse Betrekkingen aan Instituut Clingendael.

## Loopbaan
Na haar studie werkte Ollongren van 1992 tot 2007 bij het ministerie van Economische Zaken, eerst als beleidsmedewerker Midden- en Oost-Europa, vervolgens als hoofd parlementaire zaken, vanaf 2001 als directeur Europese integratie en strategie en vanaf 2004 als plaatsvervangend directeur-generaal economische politiek.
Ollongren stond als vijfde op de kandidatenlijst van D66 voor de Tweede Kamerverkiezingen 2006. D66 behaalde drie zetels en Ollongren werd niet verkozen.
Vanaf 2007 was ze plaatsvervangend secretaris-generaal, en vanaf augustus 2011 secretaris-generaal bij het ministerie van Algemene Zaken. Daarmee was ze de belangrijkste adviseur van de premier.
Van juni tot oktober 2010 was Ollongren secretaris van de kabinetsformatie 2010 die resulteerde in het kabinet-Rutte I.

### Gemeentebestuur in Amsterdam (2014-2017)
In juni 2014 werd Ollongren namens D66 wethouder en locoburgemeester in Amsterdam met de portefeuille economische zaken, zeehaven en luchthaven, gemeentelijke deelnemingen en bedrijven, kunst en cultuur, lokale media, monumenten en stadsdeel Centrum, in een college gevormd door D66, VVD en SP.
Op 18 september 2017 nam ze de taken van burgemeester Eberhard van der Laan over, die zich ziek meldde en op 5 oktober 2017 overleed.

### Minister van Binnenlandse Zaken en Koninkrijksrelaties
Ollongren is sinds het aantreden van kabinet-Rutte III op 26 oktober 2017 met uitzondering van een half jaar minister van Binnenlandse Zaken en Koninkrijksrelaties en vicepremier in het op die dag aangetreden kabinet-Rutte III. Om gezondheidsredenen werden haar taken als minister vanaf oktober 2019 tot 14 april 2020 tijdelijk waargenomen door Raymond Knops als minister van Binnenlandse Zaken en Koninkrijksrelaties, Ank Bijleveld als minister voor de AIVD, Stientje van Veldhoven als minister voor Milieu en Wonen. Het vicepremierschap werd iets langer waargenomen door Wouter Koolmees, namelijk tot 14 mei 2020.
Als minister was Ollongren verantwoordelijk voor het afschaffen van het raadgevend referendum, zoals was afgesproken in het Regeerakkoord. Dit leidde tot ontevredenheid bij een deel van D66.
Het groeiende woningtekort vormde een belangrijk dossier in deze kabinetsperiode. Als doel stelde Ollongren om elk jaar 75.000 woningen te bouwen in Nederland, wat werd gehinderd door de stikstofcrisis waardoor er minder vergunningen uitgegeven konden worden. Maar ook Ollongren werd verweten niet genoeg sturing te geven in dit dossier. Zo stelden wethouders lang te wachten op meer landelijke wet- en regelgeving.
Het dossier wonen gecombineerd met de coronacrisis leidde tot een motie van afkeuring door de Eerste Kamer tegen Ollongren, de eerste sinds 1875. Dit begon toen op 21 april 2020 door Tiny Kox (SP) een motie werd ingediend waarin opgeroepen werd tot een tijdelijke huurstop in verband met de coronacrisis. Deze motie werd met een meerderheid van Forum voor Democratie, PVV, GroenLinks, PvdA, Partij voor de Dieren, 50PLUS en de Onafhankelijke Senaatsfractie aangenomen. Een vergelijkbare motie was in de Tweede Kamer juist niet aangenomen. Tijdens een interpellatie gaf Ollongren te kennen de motie niet uit te voeren, omdat een generieke huurstop niet doeltreffend zou zijn. Hierop nam de Eerste Kamer opnieuw een motie aan waarin opgeroepen werd de eerdere motie toch uit te voeren. Toen Ollongren wederom de motie weigerde uit te voeren, diende de SP op 16 juni een motie van afkeuring in. Op 23 juni werd de motie aangenomen met een meerderheid van 39 stemmen voor en 36 tegen, waarbij Ollongren alleen steun hield van de coalitiepartijen, de SGP en de fractie-Otten.
Bij de Tweede Kamerverkiezingen van maart 2021 stond Ollongren op de kandidatenlijst van D66 als lijstduwer op plek tachtig. Ze vergaarde 3123 voorkeurstemmen. Vooraf had Ollongren aangekondigd dat ze haar zetel niet zou innemen, mocht ze op basis van voorkeurstemmen gekozen worden.

### Verkenner kabinetsformatie 2021
Direct na de Tweede Kamerverkiezingen van maart 2021 werd Ollongren met Annemarie Jorritsma (VVD) aangesteld als verkenner om de kabinetsformatie voor te bereiden. Op 25 maart lekte abusievelijk een deel van haar vertrouwelijke aantekeningen uit via een persfoto. Ollongren liep na een bevestiging van een positieve COVID-19-test met haar notities over de binnenplaats van het Binnenhof en werd daarbij gefotografeerd. Volgens de aantekeningen betroffen het aandachtspunten voor de tweede gespreksronde tussen VVD en D66. Onder meer was te lezen: "meerderheid EK voor niemand een must", "positie Omtzigt, functie elders", "... Hoekstra post in kabinet" en dat de linkse partijen elkaar niet echt vasthielden. Zowel bij de coalitie als oppositie leidden deze notities tot veel kritiek. Ollongren en Jorritsma gaven nog dezelfde dag hun positie als verkenner terug omdat ze naar eigen zeggen hun werk niet meer onbevangen en onbevooroordeeld konden uitvoeren. Een week later was Ollongrens coronatest negatief, waardoor ze aanwezig kon zijn in het debat om zich over de onthulling te verdedigen. Later bleek dat ze voor het debat overwogen had op te stappen als minister.
Volgens de NOS verzweeg zij zowel in het eindverslag van de verkenning als in het Kamerdebat op 1 april dat de positie van Omtzigt uitgebreid is besproken tijdens de verkenning.

### Minister van Defensie
In kabinet-Rutte IV kwam Ollongren terug als minister van Defensie. De benoeming werd bij de defensiebonden met reserve ontvangen, gelet op het ontbreken van defensie-ervaring bij de minister. Dit ministerschap zou tweeënhalf jaar duren, van 10 januari 2022 tot 2 juli 2024 en eindigde met het aantreden van het Kabinet-Schoof.

### Speciale EU-gezant mensenrechten
Op 23 juni 2025 werd Ollongren door de Raad van de Europese Unie tot speciale vertegenwoordiger (gezant) van de mensenrechten benoemd. In deze functie moet zijn het mensenrechtenbeleid van de EU wereldwijd onder de aandacht brengen.

## Erkenning
- 2011 - Meest invloedrijke vrouw in Volkskrant Top 200 van invloedrijkste Nederlandse bestuurders van dagblad de Volkskrant[26]
- 2017 - Meest invloedrijke vrouw van Nederland in de categorie openbaar bestuur in de Opzij Top 100 van het feministische maandblad Opzij

## Privéleven
Ollongren is getrouwd met Irene van den Brekel. Zij hebben twee kinderen. Ollongren heeft vanaf haar geboorte zowel de Zweedse als de Nederlandse nationaliteit.
- Nederlandse Thesaurus van Auteursnamen: 413196968
- Parlement.com: vhe8aqfav3x2
- Virtual International Authority File: 155151246593644130493
- WorldCat: E39PBJbM76hwVqyRGfXFb7mTpP